# Gare de Maury
La gare de Maury est une gare ferroviaire française de la ligne de Carcassonne à Rivesaltes, située sur le territoire de la commune de Maury, dans le département des Pyrénées-Orientales, en région Occitanie.
Elle est mise en service en 1901 par la Compagnie des chemins de fer du Midi et du Canal latéral à la Garonne. C'est une halte ferroviaire du Train du pays Cathare et du Fenouillèdes, desservie par tous le trains touristiques de cette association.

## Situation ferroviaire
Établie à 154 mètres d'altitude, la gare de Maury est située au point kilométrique (PK) 444,249 de la ligne de Carcassonne à Rivesaltes entre les gares ouvertes d'Estagel et de Saint-Paul-de-Fenouillet,.

## Histoire
Cette gare a été mise en service le 14 juillet 1901 lors de l'ouverture du tronçon entre Saint-Paul-de-Fenouillet et Rivesaltes de la ligne de Carcassonne à Rivesaltes.
La section entre Quillan et Rivesaltes a été fermée au trafic voyageurs le 18 avril 1939. 
En 1992, l'association TPCF a été créée et le premier train circula en 2001.
En 2011, la section entre Saint-Paul-de-Fenouillet et Cases-de-Pène a été rouverte au trafic marchandises.

## Service des voyageurs

### Accueil
La gare se situe au sud du centre-ville.

### Desserte
Cette gare est desservie par des trains de TPCF.